# Iván Pedroso
Iván Lázaro Pedroso Soler (født 17. december 1972 i La Habana, Cuba) er en tidligere cubansk atletikudøver (længdespringer), der igennem sin karriere vandt adskillige guldmedaljer i både OL- og VM-sammenhæng. Hans største triumf var guldet ved OL i Sydney 2000, hvor 8,55 meter var nok sejr. Han vandt desuden hele fire VM-titler på stribe, ved VM i 1995, 1997, 1999 og 2001.
I 1996 satte Pedroso verdensrekord med et spring på 8.96 meter, men på grund af problemer med vindmåleren blev rekorden aldrig officielt noteret. Det lykkedes aldrig Pedroso at blive verdensrekordindehaver. Han stoppede sin karriere i 2007. 